# Juncus squarrosus
Espèce
Classification APG III (2009)
Statut de conservation UICN

 LC  : Préoccupation mineure
Juncus squarrosus, de noms communs Jonc rude, Jonc raide ou Brossière, est une espèce de plantes vivace du genre Juncus, de la famille des Juncaceae.

## Description

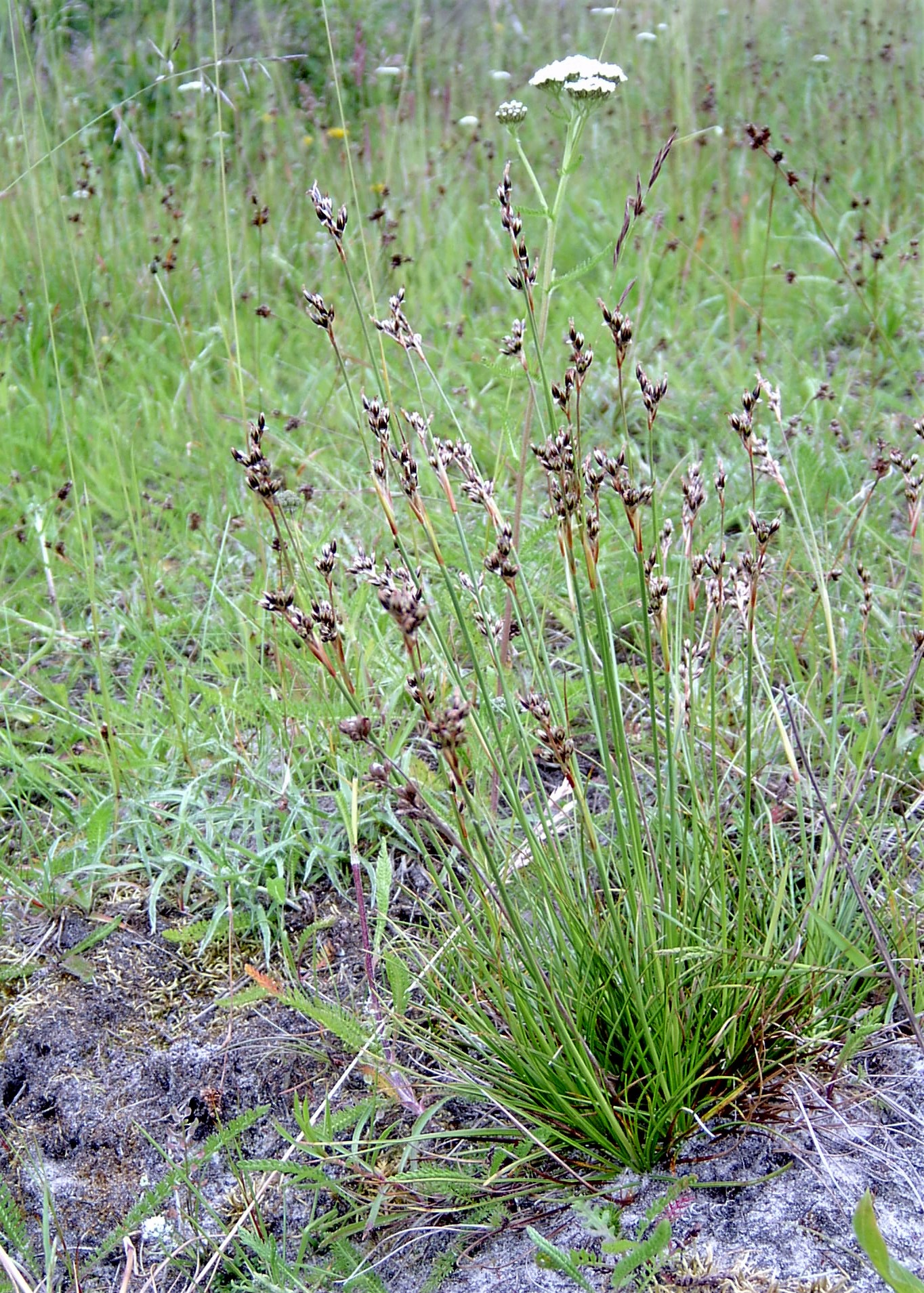
Pied de jonc raide.

### Appareil végétatif
Ce jonc mesure de 20 à 60 cm ; il est glabre, à souche grosse fibreuse. Les tiges raides, peu nombreuses, sont nues ; les feuilles sont toutes radicales, en touffe étalée en rosette, arquées, ascendantes, linéaires-canaliculées, dures, non noueuses, bien plus courtes que les tiges.

### Appareil reproducteur
Les fleurs sont d'un jaune roussâtre, en panicule étroite et lâche bien plus longue que les bractées ; le périanthe est à divisions lancéolées, obtuses ou suraiguës. Il y a six étamines, à anthères bien plus longues que le filet ; la capsule est obovale, mucronulée, roussâtre, égalant le périanthe. Les graines sont non appendiculées. L'inflorescence mesure de 30 à 100 mm. 
La floraison a lieu de juin à août.

## Répartition
Boréale.

## Habitat
Le jonc raide pousse dans les tourbières, les landes, les prairies et pelouses humides, jusqu'à une altitude de 1 800 m.

## Synonymes
- Juncus sprengelii Willd., 1787
- Juncus squarrosus L., 1753 subsp. squarrosus
- Juncus strictus Lucé, 1823
- Tenageia squarrosa (L.) Fourr., 1869[3]